# 忽泰必烈
忽泰必烈，名公泰，字吉甫，蒙古族。元代针灸学家。曾任翰林集贤直学士、中顺大夫。忽泰必烈曾畫過一張针灸经络图，并加上注释，他還寫過一本名叫《金兰循经选穴图解》的圖書，該著作于大德七年（1303年）刊行。不過該著作沒有流傳下來。